# Carolus-Duran
Charles Émile Auguste Durand, detto Carolus-Duran (Lilla, 4 luglio 1837 – Parigi, 17 febbraio 1917), è stato un pittore francese.

## Biografia

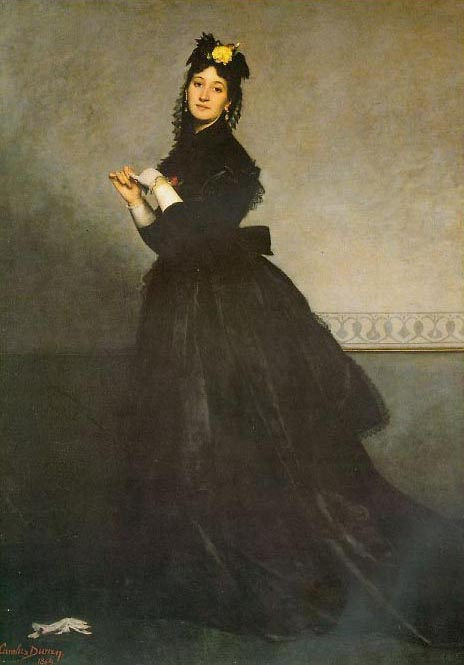
La dama con i guanti, 1869

Figlio di un albergatore, imparò l'arte del disegno dallo scultore Augustin-Phidias Cadet de Beaupré all'Académie di Lilla, passando poi allo studio della pittura con François Souchon, allievo di David. Trasferitosi a Parigi nel 1853 e adottato lo pseudonimo di Carolus-Duran, frequentò l'Académie Suisse dal 1859 al 1861. Influenzato dal realismo di Gustave Courbet e amico di Édouard Manet, Henri Fantin-Latour, Félix Bracquemond, Édouard Sain e Zacharie Astruc, nel 1859 espose per la prima volta al Salon.
Dal 1862 al 1866 viaggiò a Roma e in Spagna grazie a una borsa di studio concessagli dalla sua città natale. Il suo stile si trasformò nell'imitazione di Diego Velázquez. Ritornato in Francia, espose al Salon nel 1866 e fu premiato di medaglia d'oro.
Sposò Pauline Croizette, pittrice di pastelli e miniature, della quale fece il ritratto nel 1869, La Dame au gant. Avranno tre figli: la maggiore, Marie-Anne, sposerà il noto commediografo Georges Feydeau.
Dal 1870 si dedicò soprattutto al ritratto con grande successo e aprì uno studio a Montparnasse, dove insegnò pittura secondo il modello dell'amato Velázquez. Ricevette la Legion d'onore nel 1872, fu ufficiale nel 1878, commendatore nel 1889 e grand'ufficiale nel 1900. Dal 1889 al 1900, fu membro di giuria di ogni Esposizione universale tenuta a Parigi; nel 1890 fu tra i fondatori della Société Nationale des Beaux-Arts e nel 1904 fu eletto membro dell'Académie des Beaux-Arts. Senza aver mai vinto un Prix de Rome, fu nominato direttore dell'Accademia di Francia a Roma nel 1905.
Assiduo della stazione balneare di Saint Aygulf, vi comprò una villa nella quale amava riunire la famiglia. Nella chiesa della cittadina si conservano due tele da lui offerte, il Cristo in croce, incompiuto, e il Seppellimento di Cristo.

## L'atelier di Carolus-Duran
L'atelier di Carolus-Duran contava mediamente 25 allievi, due terzi dei quali inglesi e americani, tra i quali si ricordano John Singer Sargent, che lo ritrasse nel 1879, Maximilien Luce, Louise Abbéma, Carroll Beckwidth, Hamilton Minchin, Will Low, Paul Helleu, Robert Alan Mowbray Stevenson, Pierre Bodard, Mary Fairchild, Clovis Cazes, Ernest Ange Duez e Severo Rodríguez Etchart.
Carolus-Duran visitava i suoi studenti regolarmente il martedì e il venerdì, senza mai parlar loro e limitandosi a correggere i loro lavori. L'insegnamento era gratuito, a parte le spese per il riscaldamento dello studio e il compenso alle modelle.
Carolus-Duran aveva una massima: «Esprimere il massimo con il minimo mezzo». Secondo lui, il ritratto doveva essere realizzato a partire dall'abbozzo, direttamente sulla tela, senza uno schizzo preparatorio. Le cinque o sei parti principali del viso dovevano essere realizzate subito, senza fusione, e i dettagli costruiti sulla tela. La maggiore attenzione doveva essere posta sugli effetti di luce, piuttosto che sulla costruzione delle masse e dei volumi.
Il giovedì mattina, dalle 9 alle 11, l'atelier era aperto al pubblico e il maestro dava udienza ai visitatori, appartenenti soprattutto ai suoi clienti dell'alta società.
Quando la pittura francese evolveva verso l'impressionismo, gli fu rimproverato – come fece Camille Pissarro - di non aver utilizzato il suo talento per un'arte più sincera e meno occhieggiante ai desideri del pubblico facoltoso. Émile Zola disse di lui: «Rende Manet comprensibile ai borghesi, s'ispira a lui solo fino al punto in cui piace al pubblico. Aggiungete che è un tecnico molto abile e sa piacere ai più». 

In effetti, Carolus-Duran seppe destreggiarsi tra l'accademismo d'un Cabanel e le novità portate dai suoi contemporanei: fu il pittore del cosiddetto «bel mondo», il ritrattista dell'aristocrazia e dell'alta borghesia della Terza Repubblica francese.

## Opere

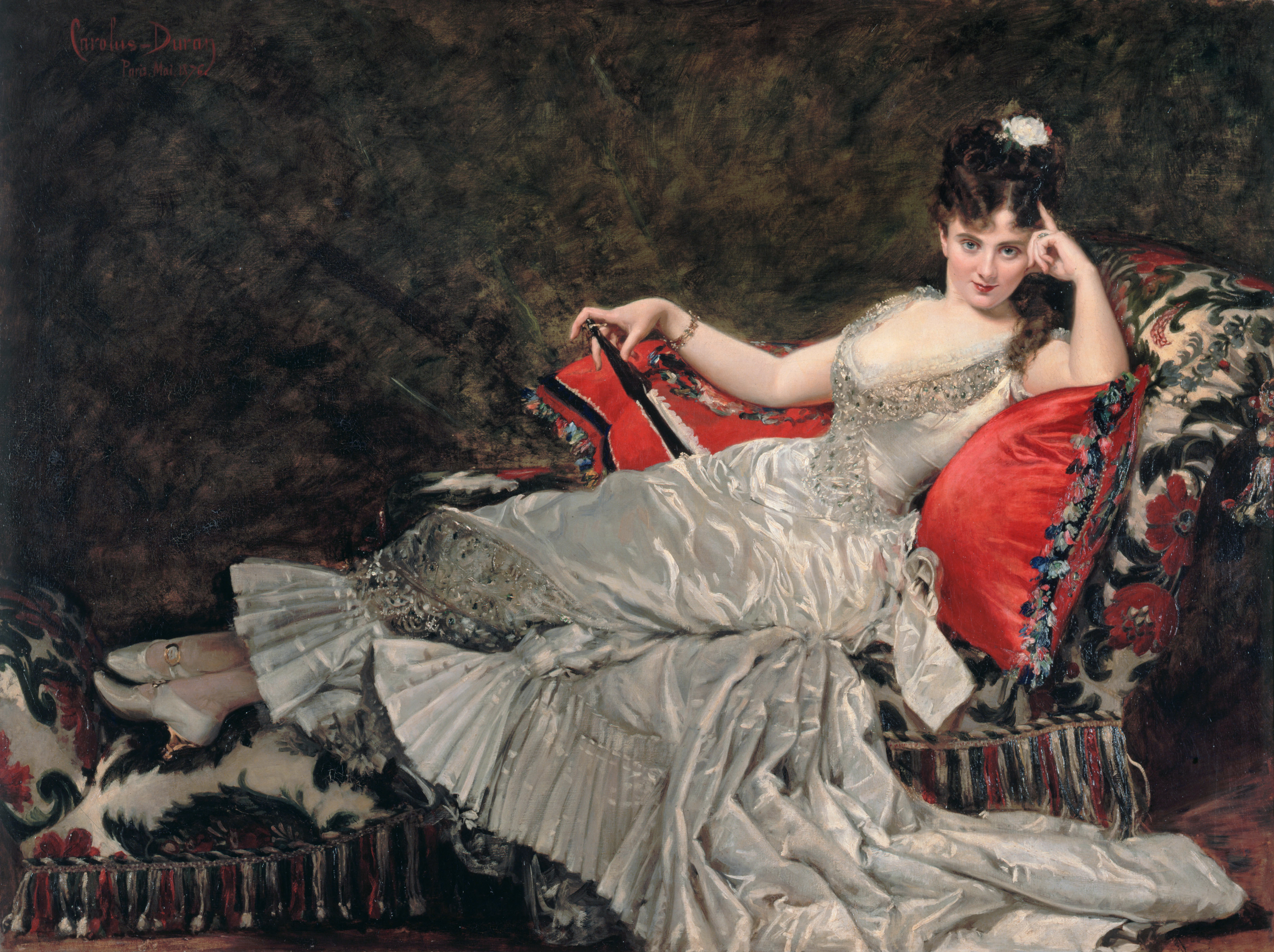
Mademoiselle de Lancey, 1876.

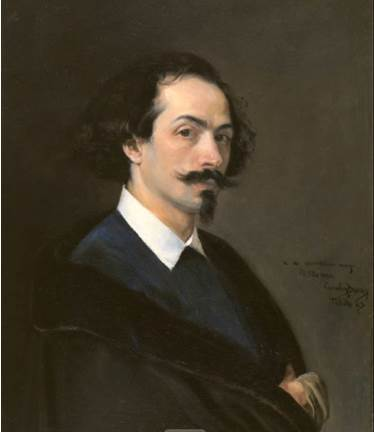
Matias Moreno González, 1867

- Dama in nero (1859), Palais des Beaux-Arts di Lilla
- Il convalescente (c. 1860), Musée d'Orsay, Parigi
- Ritratto di Zacharie Astruc (c.1860), Musée d'Orsay, Parigi
- Ritratto di Henri Fantin-Latour e di Henry Oulevay (1861), Musée d'Orsay, Parigi
- Uomo addormentato (1861), Palais des Beaux-Arts di Lilla
- Ritratto di Matías Moreno González, (1866), Musée des Augustins, Tolosa
- Ritratto di Matías Moreno González, (1867), Museo del Prado, Madrid
- Il bacio (1868), Palais des Beaux-Arts di Lilla
- La Dama dal guanto (1869), Musée d'Orsay, Parigi
- La Dama dal cane (1870), Palais des Beaux-Arts di Lilla
- La spagnola (1870), Musée des Beaux-Arts di Valenciennes
- Ritratto di Jeanne Brame (1871), Collezione privata
- Ritratto in piedi della marchesa d'Anforti (1873), Musée de Cambrai
- La figlia dell'artista (1874), Fine Arts Museum di San Francisco
- Ritratto di donna in décolletée (vers 1875), Musée national Magnin, Digione
- Ritratto di Manet (1876)
- Ritratto di Philippe Durand-Dassier (1876), Musée des Beaux-Arts di Bordeaux
- Il trionfo di Maria de' Medici (1878), Museo del Louvre, Parigi
- Cristo in croce, Chiesa dell'Assunzione, Saint Aygulf, Fréjus
- Seppellimento di Cristo (1882), Chiesa dell'Assunzione, Saint Aygulf, Fréjus
- Emmanuel Lansyer (1889), Musée d'Orsay, Paris
- Il poeta al mandolino (1893), Musée d'Orsay, Paris
- Charles Gounod (1898), Musée du château di Versailles
- Ritratto della famiglia Brice, Allen County Museum[2]
- Danae (ca 1900), Musée des Beaux-Arts, Bordeaux
- Ritratto di Charles Gruet (1914), Musée des Beaux-Arts, Bordeaux
- Donna nuda in piedi, Museo d'arte di Tolone